# Ascotheca paucinervia
Ascotheca paucinervia là một loài thực vật có hoa trong họ Ô rô. Loài này được (T.Anderson ex C.B.Clarke) Heine mô tả khoa học đầu tiên năm 1966.